# 白沙頭

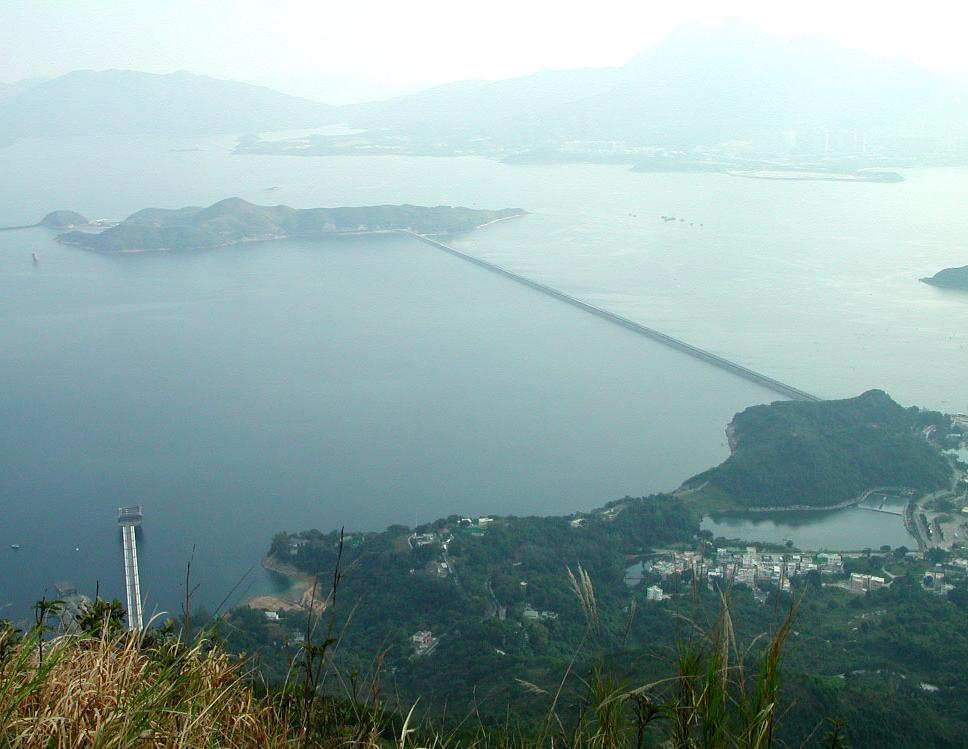
從八仙嶺俯瞰船灣淡水湖，主壩連接白沙頭

白沙頭（英語：Pak Sha Tau，曾稱Harbour Island）是香港昔日的一個島嶼，位於新界大埔區船灣淡水湖南端，由主壩與大尾篤連接，而副壩則連接東頭洲。
白沙頭原本是船灣伯公咀對出東頭洲以西的一個面積0.2平方哩的小島，稱為白沙頭洲，又名「三門塘洲」，在1960年開始興建船灣淡水湖時，在大尾篤、白沙頭洲、東頭洲及伯公咀之間興建堤壩，再將壩內海水抽乾用作儲水之用。島嶼東部尖出稱為「白排角」，而西部銳伸的南端稱為「白沙頭咀」，位於兩者之間的是「牛環套灣」；島嶼北部的海灣原名為「三門仔灣」，是三門仔村舊址；中部高峰稱為「三門墩」。
赤門海峽北岸的「黃竹角咀組」泥盆紀沉積岩是香港目前發現最古老的岩石，由黃竹角咀向西南一直伸延至白沙頭。

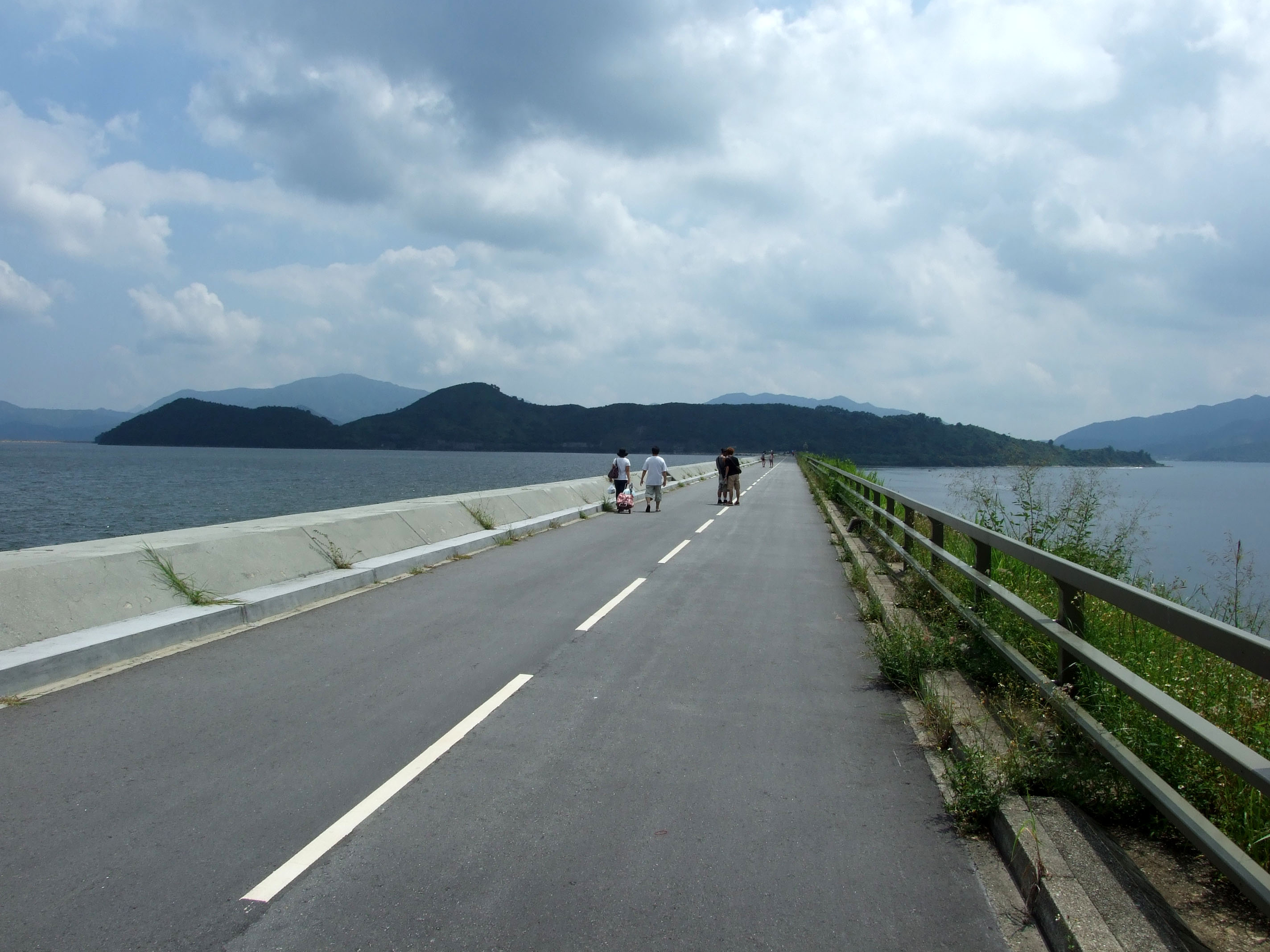
在淡水湖主壩上拍攝白沙頭
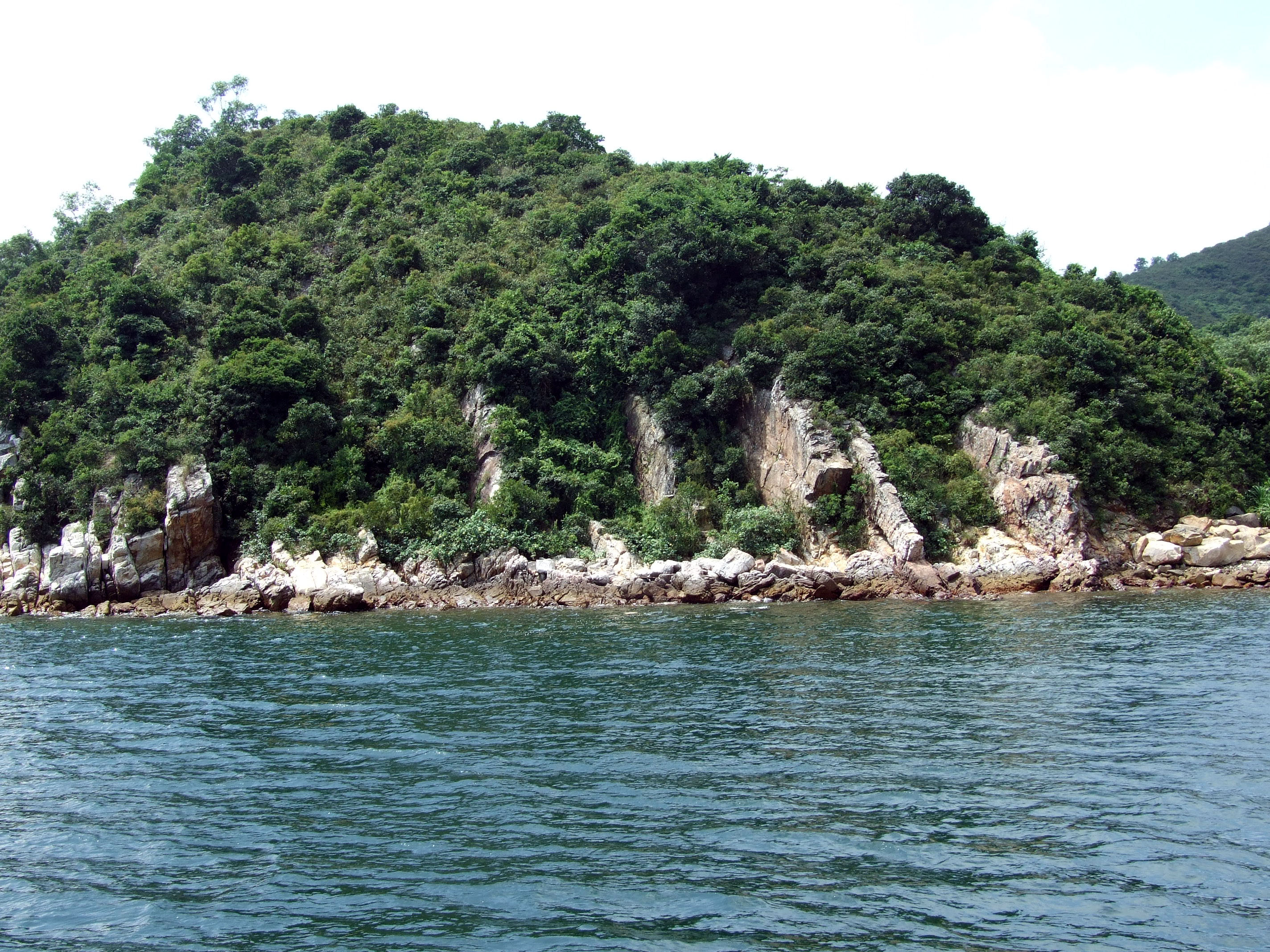
白沙頭白排角的泥盆紀岩石露頭

## 站外鏈結
- 東北區域面面觀：十一　船灣淡水湖今昔 （页面存档备份，存于）
- 香港地方：新界郊區(十三)赤門海峽兩岸 （页面存档备份，存于）

22°28′08″N 114°14′01″E / 22.469021°N 114.233722°E
1. ↑  .   [2022-05-25]. （原始内容存档于2022-06-02）.